# خوئین
خوئین روستایی از توابع بخش حلب شهرستان ایجرود در استان زنجان ایران است. باشندگان خوئین به گویش خوئینی از زبان تاتی سخن می‌گویند که یکی از زبان‌های ایرانی شمال غربی است.

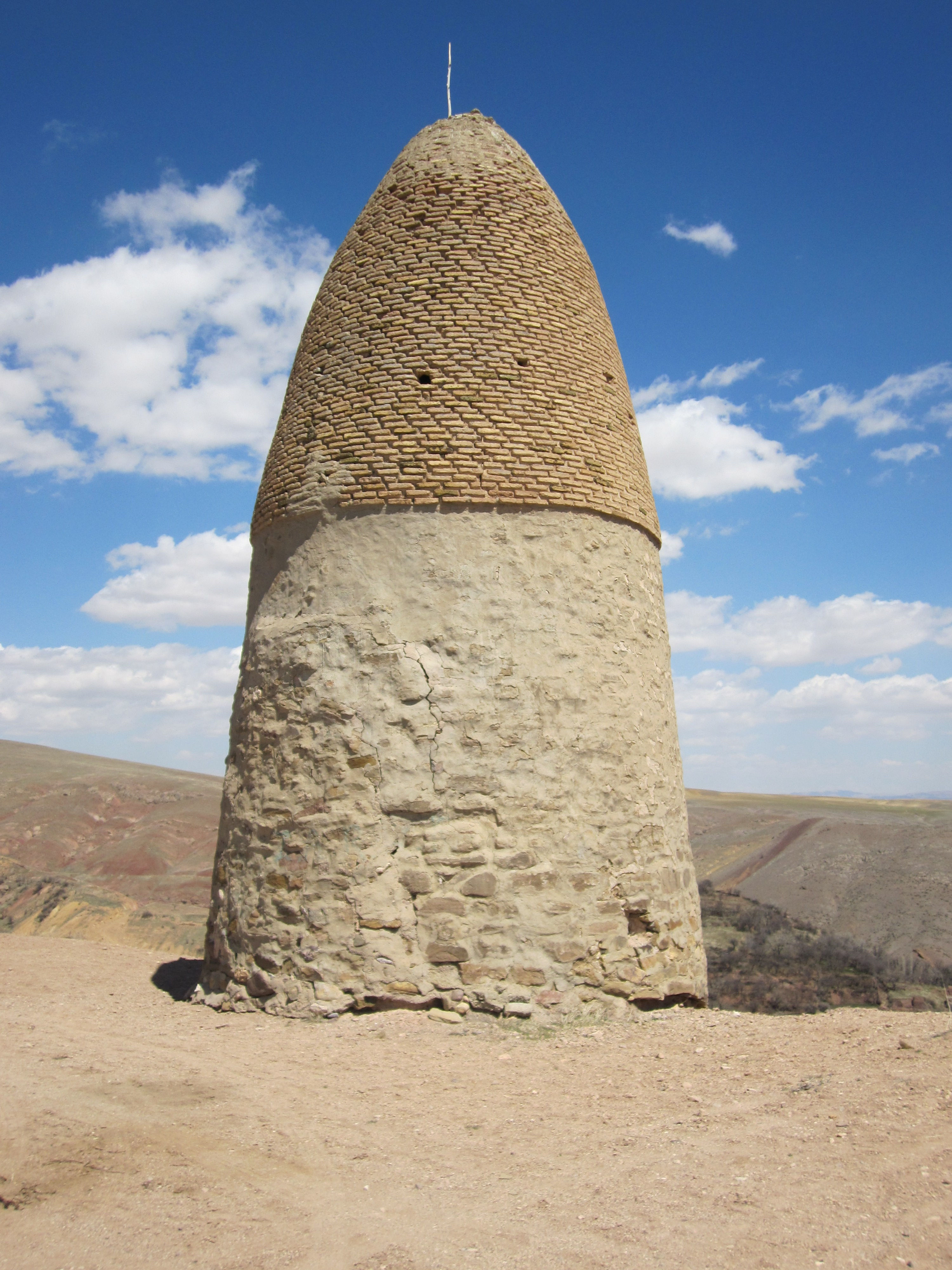
میل خوئین از آثار تاریخی شهر خوئین است.

## جمعیت
این روستا در دهستان ایجرود پایین قرار دارد و براساس سرشماری مرکز آمار ایران در سال ۱۳۹۰، جمعیت آن ۲۶۳ نفر (۱۲۱ خانوار) بوده است.

## زبان
اهالی خوئین به گویش خوئینی از زبان تاتی سخن می‌گویند. در کتاب تاریخ زنجان چنین آمده است:
زبان مادری چند قریه از بخش ابهر و طارم و حومه قبیل خوئین و درسجین ابهررود و سیاه‌رود فُرْسْ قدیم (پارسی کهن) است.

## آثار باستانی
دژمنده یا شهر زیرزمینی خوئین یک مکان زیرزمینی بی نظیر در روستای خوئین از توابع استان زنجان است که دارای دالان طولانی زیر زمینی است که اتاق‌های متعددی در آن وجود دارد و تصویر بازارچه و محله‌ای را به ذهن متبادر می‌کند که گویی در زمان‌های خاصی مردم از آن به عنوان محل اختفا یا پناهگاه استفاده می‌کرده‌اند. این پناهگاه زیرزمینی در عمق تقریبی ۴ متر از سطح زمین ایجاد شده است.

## منابع

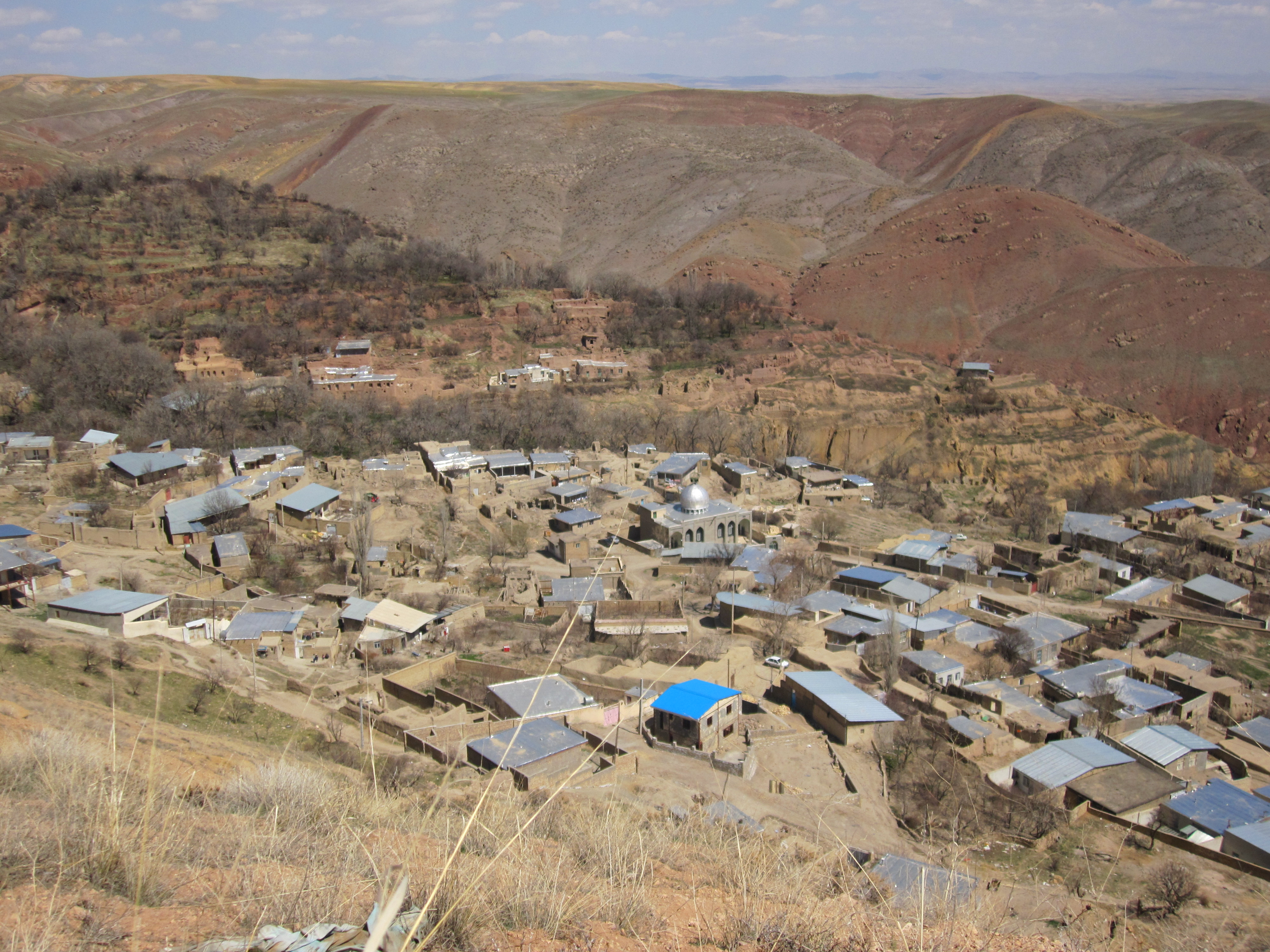
روستای خوئین